# Pas-en-Artois
Pas-en-Artois [pa ɑ̃.n‿aʁtwa] est une commune française située dans le département du Pas-de-Calais en région Hauts-de-France. Ses habitants sont appelés les Passois. La commune est membre de la communauté de communes des Campagnes de l'Artois.
La famille de Pas de Feuquières, éteinte en 1770, porte son nom.

## Géographie

### Localisation
Localisée dans le sud-est du département du Pas-de-Calais, en Artois, et limitrophe du département de la Somme, Pas-en-Artois est un bourg rural, de la vallée de la Quilliene, situé, à vol d'oiseau, à 10 km à l'est de la commune de Doullens et à 25 km au sud-ouest de la commune d’Arras (chef-lieu d'arrondissement).
Le territoire de la commune est limitrophe de ceux de dix communes, dont deux, Authie et Saint-Léger-lès-Authie, dans le département de la Somme.
Les communes limitrophes sont  Authie, Couin, Famechon, Gaudiempré, Grincourt-lès-Pas, Hénu, Mondicourt, Pommera, Saint-Léger-lès-Authie et Warlincourt-lès-Pas.

### Géologie et relief
La superficie de la commune est de 10,88 km2 ; son altitude varie de 80  à   158 m.

### Hydrographie

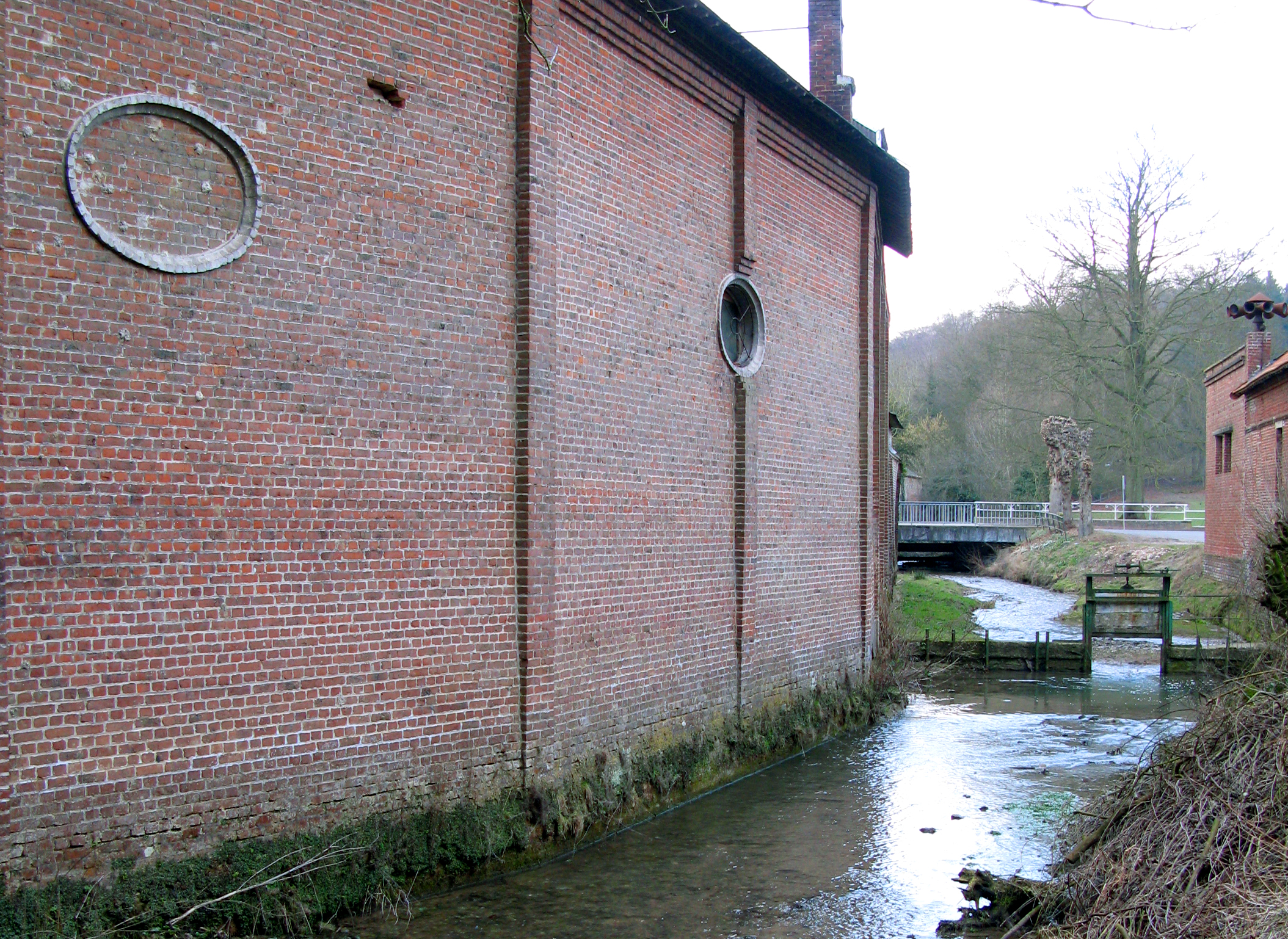
La Quilliene et une petite écluse régulatrice.

Le territoire de la commune est situé dans le bassin Artois-Picardie.
La commune est drainée par trois cours d'eau :
- la Quilliene ou Kilienne, un affluent du fleuve côtier l'Authie qui prend sa source à Warlincourt-lès-Pas, et qui conflue avec un autre ruisseau, le Ruisseau de Beaucamp, près de l’église[4]. Elle se jette dans l'Authie au niveau de la commune de Thièvres dans le département de la Somme[5],[6].
- les Moulins, d'une longueur de 2,72 km, qui prend sa source dans la commune de Grincourt-lès-Pas et se jette dans la Quilliene au niveau de la commune[7].

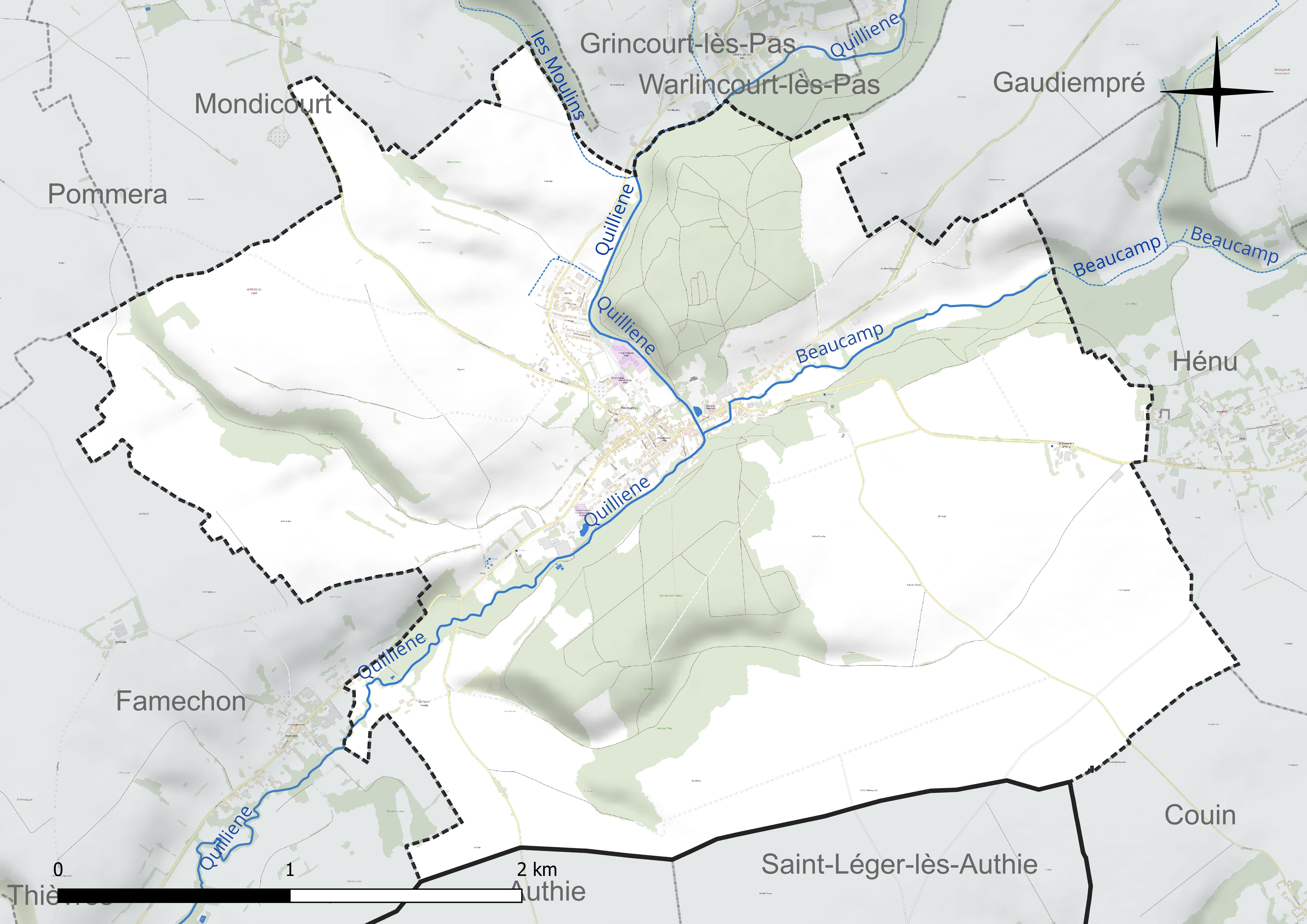
Réseau hydrographique de Pas-en-Artois.

### Climat
Pour des articles plus généraux, voir Climat des Hauts-de-France et Climat du Nord-Pas-de-Calais.
En 2010, le climat de la commune est de type climat océanique dégradé des plaines du Centre et du Nord, selon une étude du CNRS s'appuyant sur une série de données couvrant la période 1971-2000. En 2020, Météo-France publie une typologie des climats de la France métropolitaine dans laquelle la commune est exposée à un climat océanique et est dans la région climatique Nord-est du bassin Parisien, caractérisée par un ensoleillement médiocre, une pluviométrie moyenne régulièrement répartie au cours de l’année et un hiver froid (3 °C).
Pour la période 1971-2000, la température annuelle moyenne est de 10,3 °C, avec une amplitude thermique annuelle de 14 °C. Le cumul annuel moyen de précipitations est de 821 mm, avec 12,6 jours de précipitations en janvier et 9,2 jours en juillet. Pour la période 1991-2020, la température moyenne annuelle observée sur la station météorologique la plus proche, située sur la commune de Saulty à 7 km à vol d'oiseau, est de 10,4 °C et le cumul annuel moyen de précipitations est de 899,7 mm,. Pour l'avenir, les paramètres climatiques de la commune estimés pour 2050 selon différents scénarios d'émission de gaz à effet de serre sont consultables sur un site dédié publié par Météo-France en novembre 2022.

### Paysages
Pour un article plus général, voir Paysage en France.
La commune s'inscrit dans l'est du « paysage du val d’Authie » tel que défini dans l’atlas des paysages de la région Nord-Pas-de-Calais, conçu par la direction régionale de l'Environnement, de l'Aménagement et du Logement (DREAL),.
Ce paysage, qui concerne 83 communes, se délimite : au sud, dans le département de la  Somme par le « paysage de l’Authie et du Ponthieu, dépendant de l’atlas des paysages de la Picardie et au nord et à l’est par les paysages du Montreuillois, du Ternois et les paysages des plateaux cambrésiens et artésiens. Le caractère frontalier de la vallée de l’Authie, aujourd’hui entre le Pas-de-Calais et la Somme, remonte au Moyen Âge où elle séparait le royaume de France du royaume d’Espagne, au nord.
Son coteau Nord est net et escarpé alors que le coteau Sud offre des pentes plus douces. À l’Ouest, le fleuve s’ouvre sur la baie d'Authie, typique de l’estuaire picard, et se jette dans la Manche. Avec son vaste estuaire et les paysages des bas-champs, la baie d’Authie contraste avec les paysages plus verdoyants en amont.
L’Authie, entaille profonde du plateau artésien, a créé des entités écopaysagères prononcées avec un plateau calcaire dont l’altitude varie de 100  à   163 m qui s’étend de chaque côté du fleuve. L’altitude du plateau décline depuis le pays de Doullens, à l'est (point culminant à 163 m), vers les bas-champs picards, à l'ouest (moins de 40 m). Le fond de la vallée de l’Authie, quant à lui, est recouvert d’alluvions et de tourbes. L’Authie est un fleuve côtier classé comme cours d'eau de première catégorie où le peuplement piscicole dominant est constitué de salmonidés. L’occupation des sols des paysages de la Vallée de l’Authie est composée pour 70 % en culture.

### Milieux naturels et biodiversité

#### Zone naturelle d'intérêt écologique, faunistique et floristique
L’inventaire des zones naturelles d'intérêt écologique, faunistique et floristique (ZNIEFF) a pour objectif de réaliser une couverture des zones les plus intéressantes sur le plan écologique, essentiellement dans la perspective d’améliorer la connaissance du patrimoine naturel national et de fournir aux différents décideurs un outil d’aide à la prise en compte de l’environnement dans l’aménagement du territoire.
Le territoire communal comprend une ZNIEFF de type 1 : la vallée de la Quillienne, ses vallons adjacents et bois d'Orville, d’une superficie de 2 143 hectares et d'une altitude variant de 65  à   154 mètres. Cette vallée associe des influences thermophiles dans les lisières et sur les pelouses et un caractère psychrophile au niveau des forêts de ravins. Une partie du site est occupée par l’agriculture intensive.

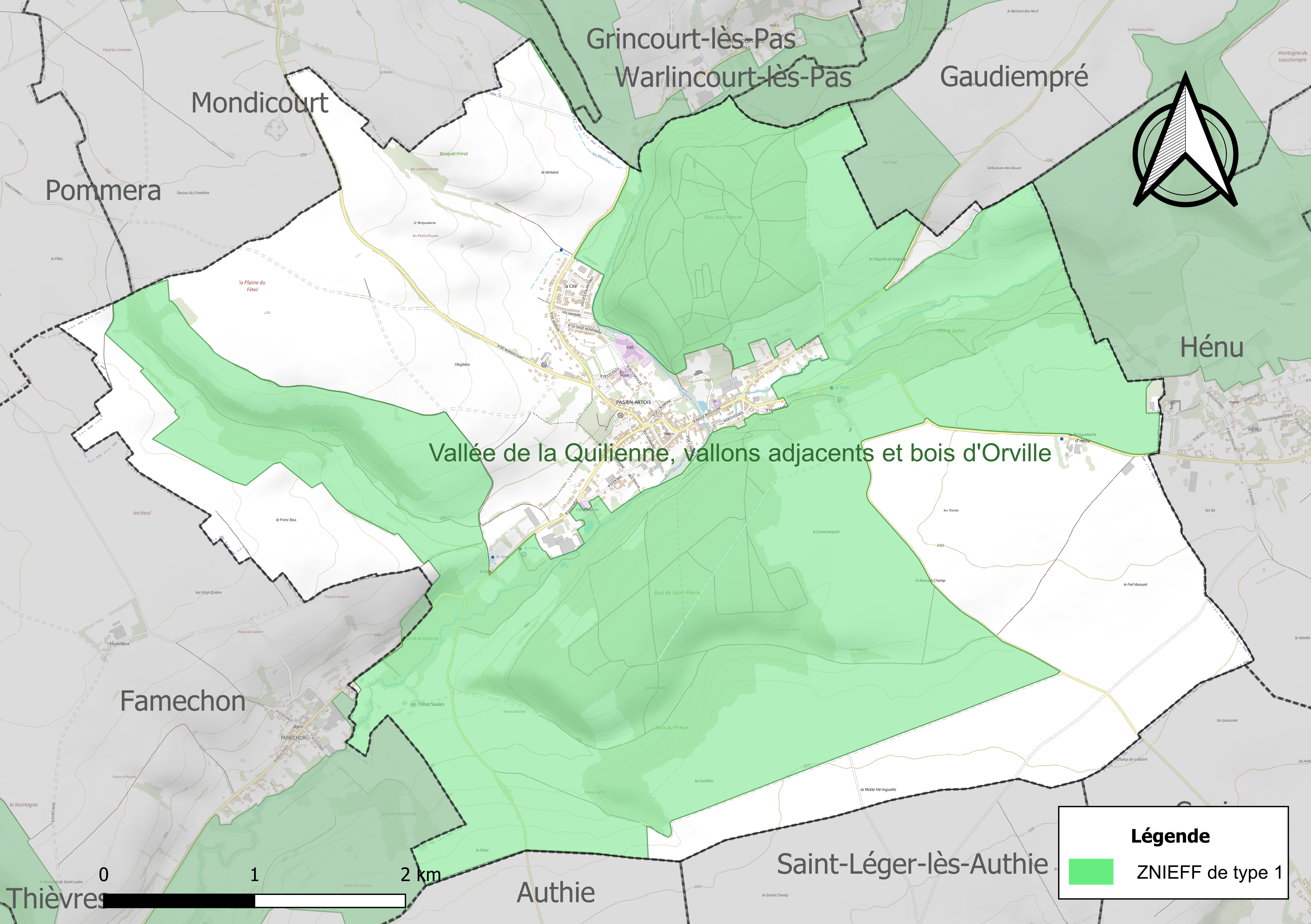
Carte de la ZNIEFF sur la commune.

#### Espèces faunistiques et floristiques
L’Inventaire national du patrimoine naturel (INPN) recense plusieurs espèces faunistiques et floristiques sur le territoire de la commune dont certaines sont protégées et d’autres menacées et quasi-menacées.

## Urbanisme

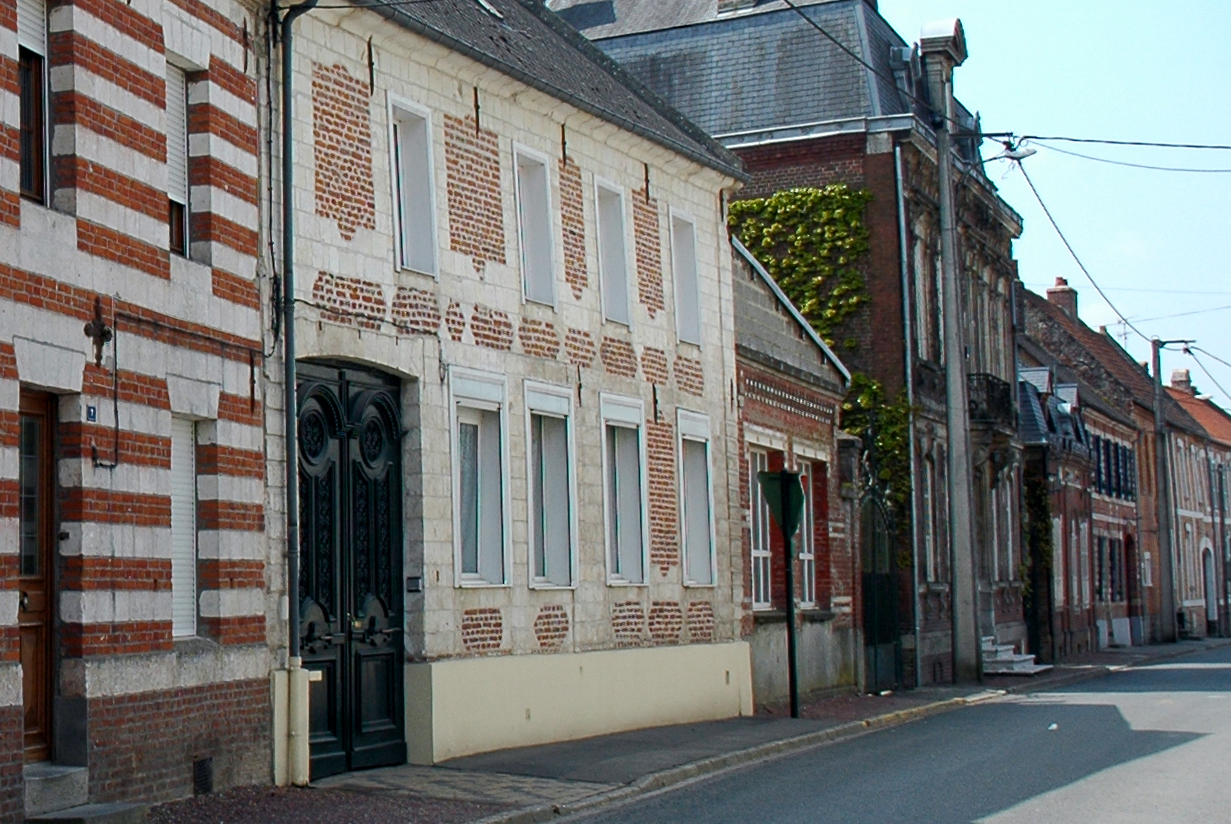
La rue d'En-Bas.

### Typologie
Au 1er janvier 2024, Pas-en-Artois est catégorisée bourg rural, selon la nouvelle grille communale de densité à sept niveaux définie par l'Insee en 2022.
Elle est située hors unité urbaine et hors attraction des villes,.

### Occupation des sols
L'occupation des sols de la commune, telle qu'elle ressort de la base de données européenne d’occupation biophysique des sols Corine Land Cover (CLC), est marquée par l'importance des territoires agricoles (70,6 % en 2018), une proportion identique à celle de 1990 (70,6 %). La répartition détaillée en 2018 est la suivante : 
terres arables (60,6 %), forêts (24,9 %), prairies (10 %), zones urbanisées (4,5 %). L'évolution de l’occupation des sols de la commune et de ses infrastructures peut être observée sur les différentes représentations cartographiques du territoire : la carte de Cassini (XVIIIe siècle), la carte d'état-major (1820-1866) et les cartes ou photos aériennes de l'IGN pour la période actuelle (1950 à aujourd'hui).

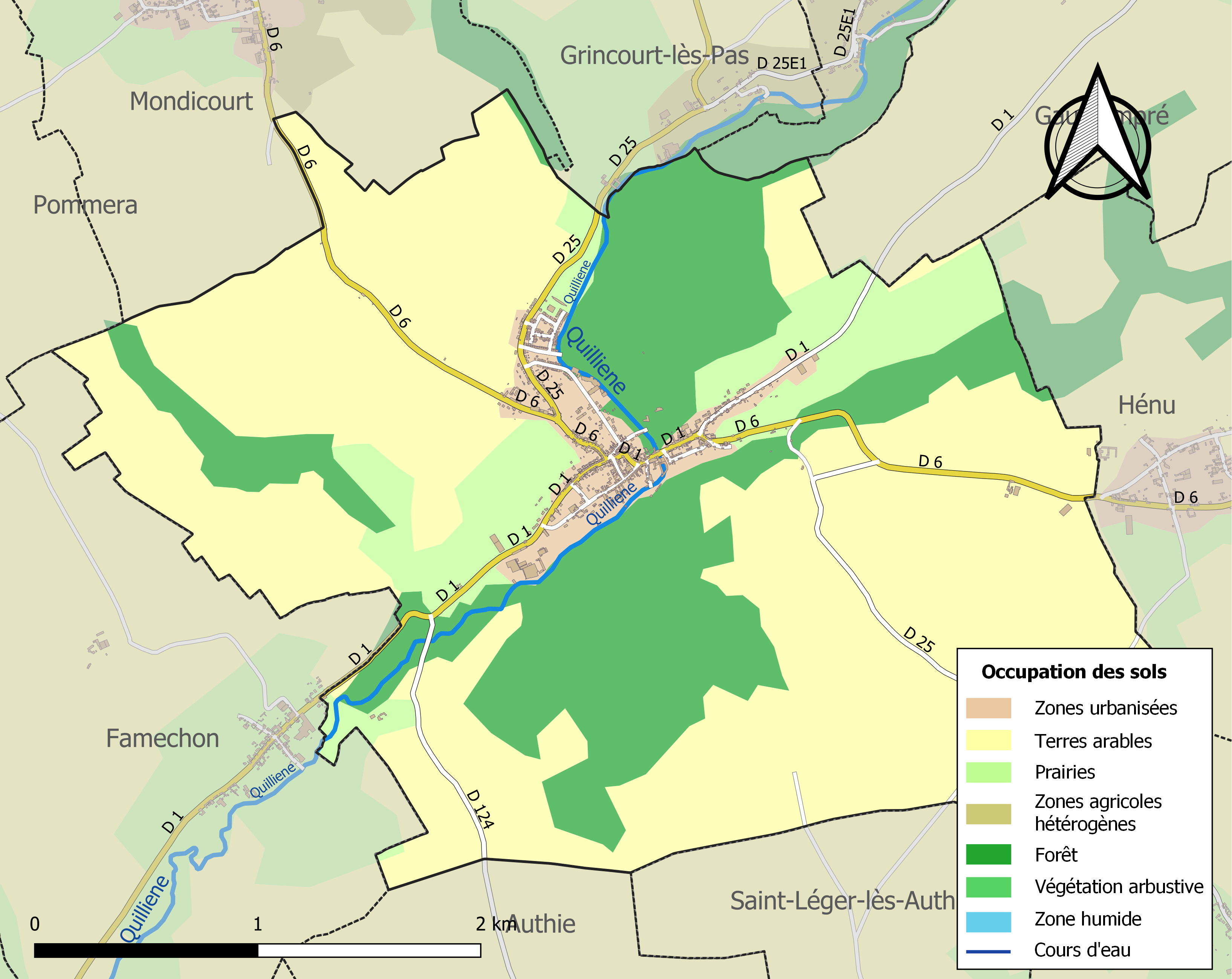
Carte des infrastructures et de l'occupation des sols de la commune en 2018 (CLC).

### Habitat et logement
En 2018, le nombre total de logements dans la commune était de 380, alors qu'il était de 376 en 2013 et de 362 en 2008.
Parmi ces logements, 87,8 % étaient des résidences principales, 2,4 % des résidences secondaires et 9,8 % des logements vacants. Ces logements étaient pour 95,7 % d'entre eux des maisons individuelles et pour 3,7 % des appartements.
Le tableau ci-dessous présente la typologie des logements à Pas-en-Artois en 2018 en comparaison avec celle du Pas-de-Calais et de la France entière. Une caractéristique marquante du parc de logements est ainsi une proportion de résidences secondaires et logements occasionnels (2,4 %) inférieure à celle du département (6,4 %) mais supérieure à celle de la France entière (9,7 %). Concernant le statut d'occupation de ces logements, 64,8 % des habitants de la commune sont propriétaires de leur logement (66,5 % en 2013), contre 57,8 % pour le Pas-de-Calais et 57,5 pour la France entière.
| Typologie                                               | Pas-en-Artois | Pas-de-Calais | France entière |
| ------------------------------------------------------- | ------------- | ------------- | -------------- |
| Résidences principales (en %)                           | 87,8          | 86            | 82,1           |
| Résidences secondaires et logements occasionnels (en %) | 2,4           | 6,4           | 9,7            |
| Logements vacants (en %)                                | 9,8           | 7,6           | 8,2            |

## Toponymie

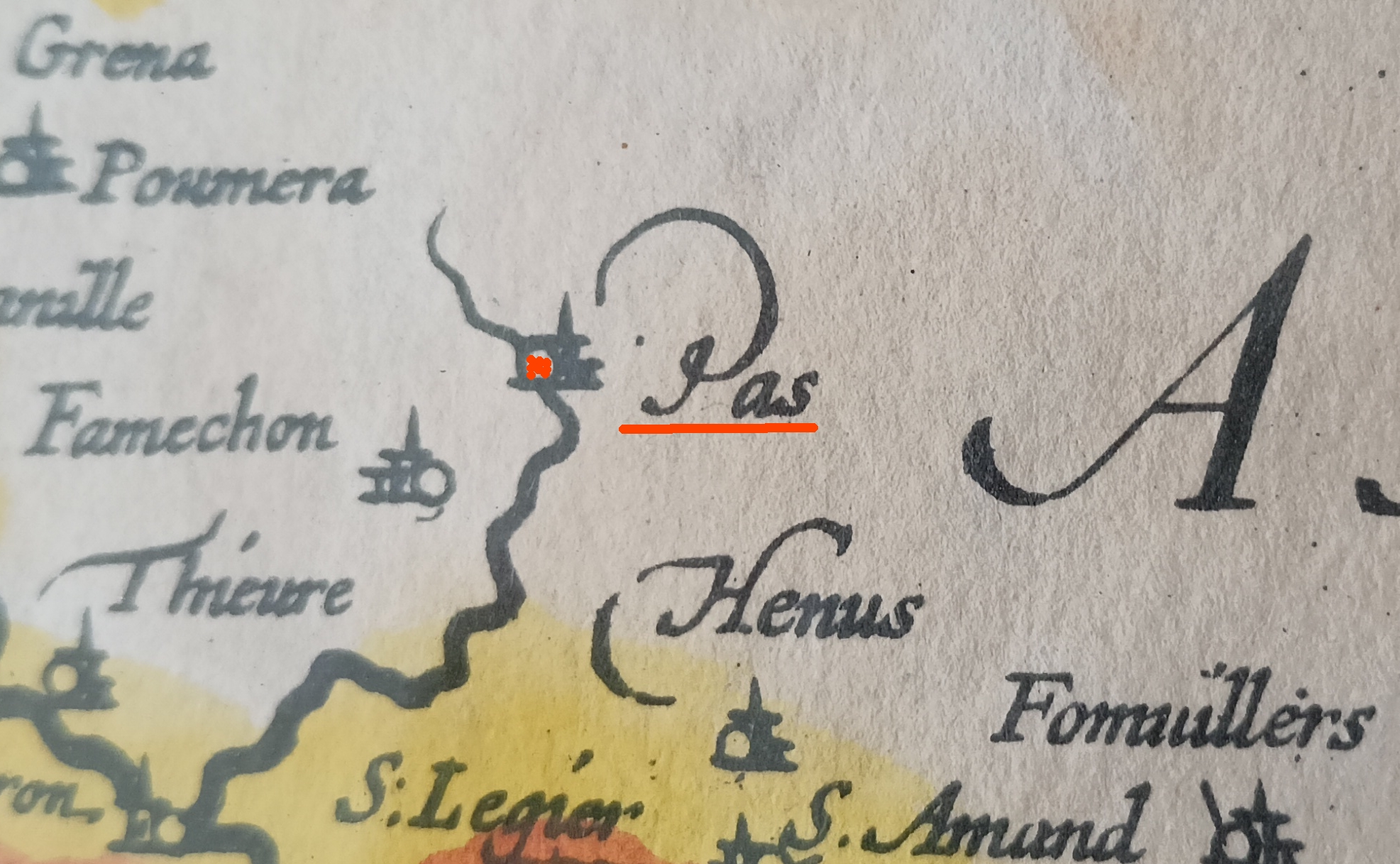
Sur une carte de la Picardie de 1620, Pas-en-Artois se nommait simplement Pas.

Le nom de la localité est attesté sous les formes Pas en 1072 ; Paz en 1137 ; Passus en 1229 ; Passum en 1295 ; Pas-en-Arthoys en 1476 ; Pas-en-Artois en 1734 ; Pas en 1793 ; Pas et Pas-en-Artois depuis 1801.
Du latin passus (« pas, enjambée, passage »).
L'Artois est un pays traditionnel de France et le nom donné à une province du royaume sous l’Ancien Régime, ayant pour capitale Arras, aujourd’hui inclus principalement dans le département du Pas-de-Calais.

## Histoire
Pas-en Artois était une paroisse dépendant du comté de Saint-Pol-sur-Ternoise. Une seigneurie y est connue depuis 1095, mais elle existait probablement depuis le début du XIe siècle. Le seigneur de Pas est un des pairs du comté de Saint-Pol.
Avant la Révolution française, existait sur Pas un fief nommé Le Fetel lequel était le siège d'une seigneurie.
Pas-en-Artois était en 1769 le siège d'une châtellenie dont dépendait notamment Famechon.
Jean-Antoine-Joseph de Fourmestraux (1726-1805) est seigneur d'Holbecq et de Pas-en-Artois au XVIIIe siècle. Né en 1726 de Louis-Joseph de Fourmestraux, chevalier, seigneur d'Hancardrie (sur Ennetières-en-Weppes), trésorier de France au bureau des finances de la généralité de Lille, garde-scel, et de Marie-Virginie Poulle, il est rewart (chargé de la police) à Lille et capitaine d'infanterie. Il épouse en 1751 Barbe-Ernestine-Françoise de Lafonteyne, fille de Louis-Séraphin de Lafonteyne, seigneur de Canicourt, trésorier de France et de Marie-Madelaine Beuvet. Il meurt en 1805.
Louis-Joseph de Fourmestraux (1758-1833), seigneur de Pas-en-Artois, fils de Jean-Antoine-Joseph, épouse en 1802, Charlotte-Hyacinthe Lespagnol de Grimbry, sœur de Charles-Hyacinthe-Joseph Lespagnol de Grimbry, homme politique, maire de Wasquehal. Elle meurt à Lille le 8 mai 1820.

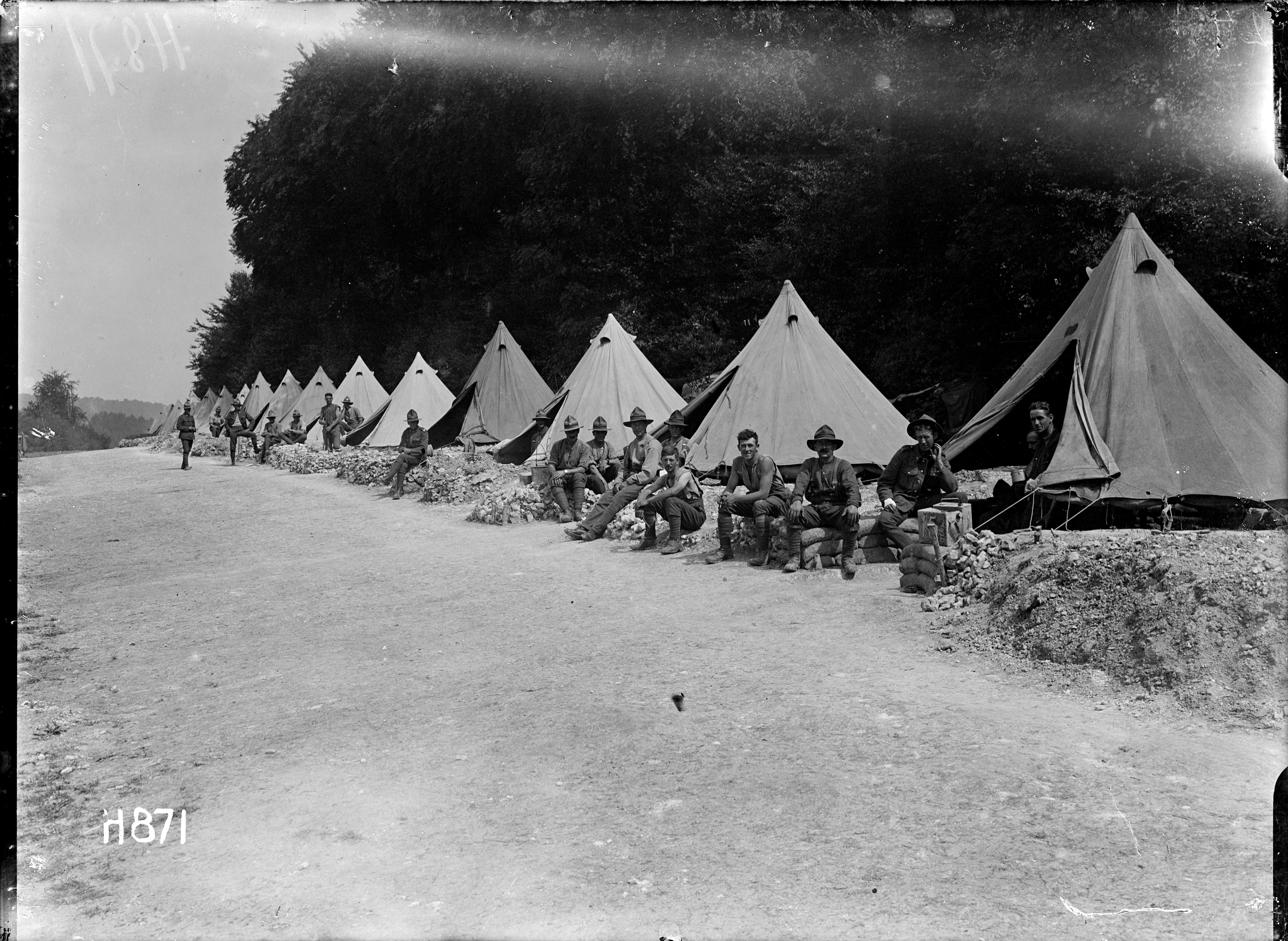
Campement militaire britannique, le 11 août 1918.
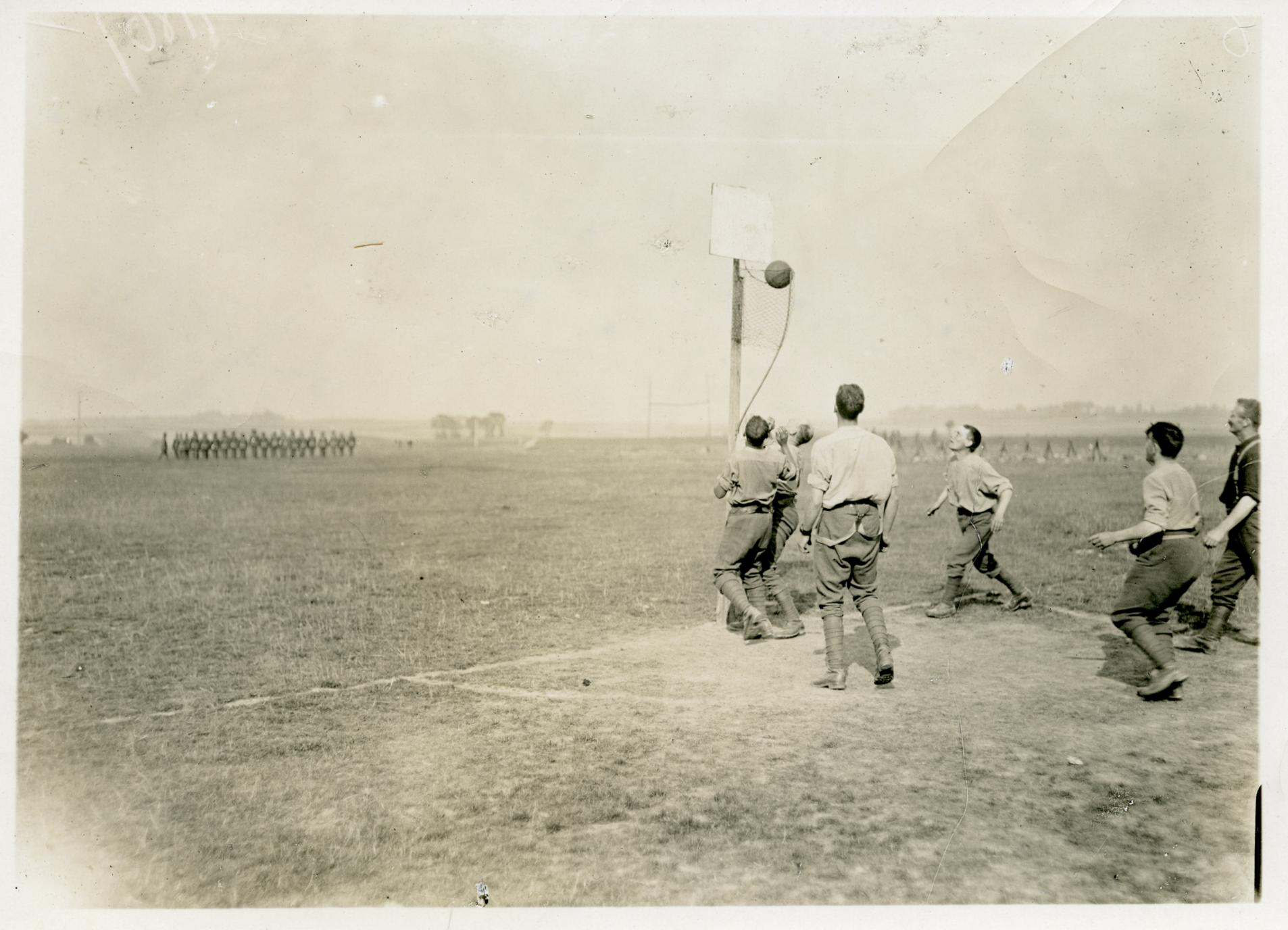
Soldats Néo-zélandais jouant au basket.

Le village a abrité pendant la Première Guerre mondiale un cantonnement de soldats britanniques
Durant la Seconde Guerre mondiale, le bourg a été bombardé. Des trous de bombes sont encore visibles.

## Politique et administration

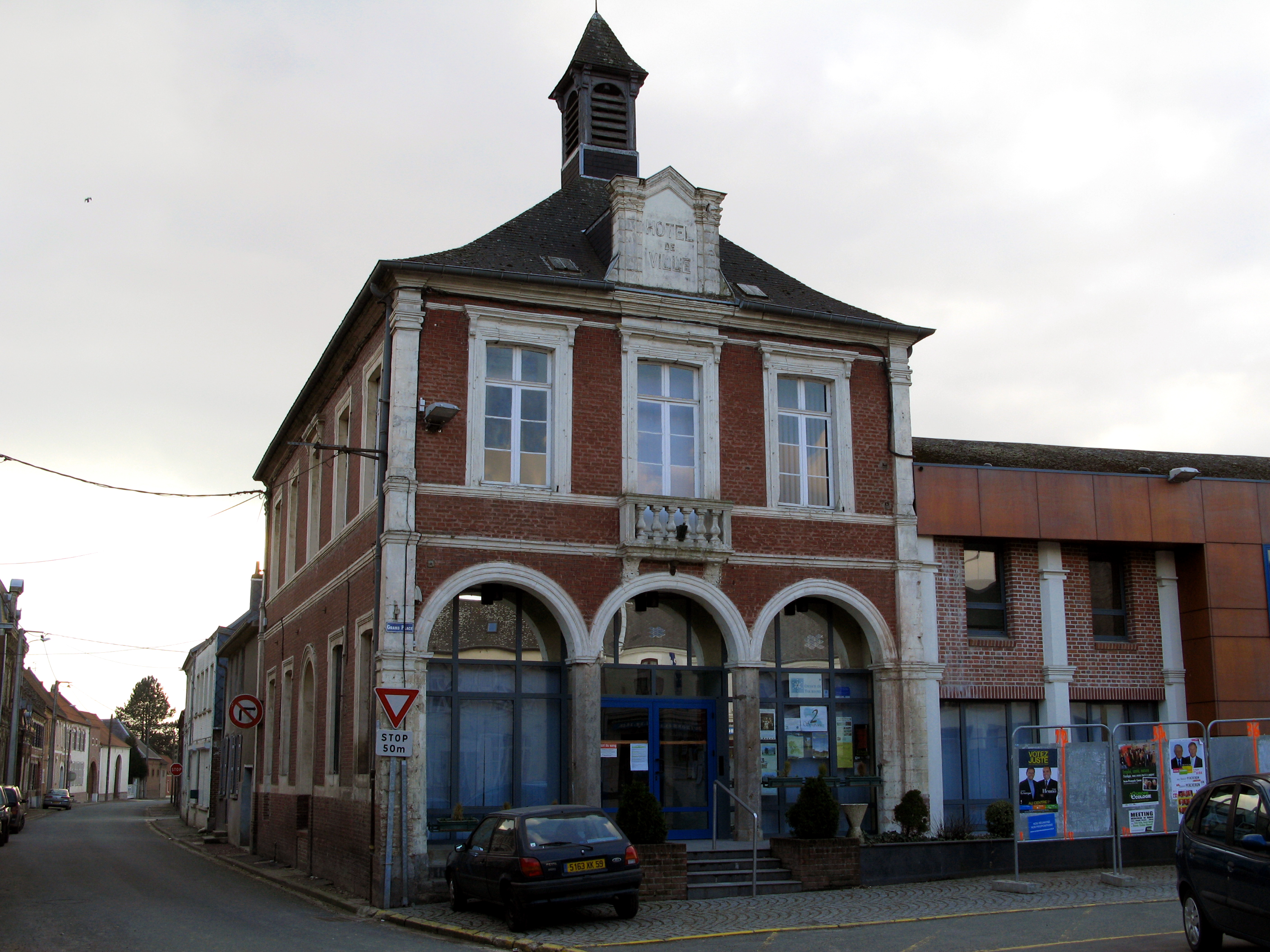
L'hôtel de ville.

### Rattachements administratifs
La commune est membre de la communauté de communes des Campagnes de l'Artois.
Elle était depuis 1802 le chef-lieu du canton de Pas-en-Artois. Dans le cadre du redécoupage cantonal de 2014 en France, cette circonscription administrative territoriale a disparu, et le canton n'est plus qu'une circonscription électorale.

### Rattachements électoraux
Pour les élections départementales, la commune fait partie depuis 2014 du canton d'Avesnes-le-Comte
Pour l'élection des députés, la commune fait partie de la première circonscription du Pas-de-Calais.

### Intercommunalité
Pas-en-Artois était membre de la communauté de communes du canton de Pas-en-Artois un établissement public de coopération intercommunale (EPCI) à fiscalité propre fin 1997 et auquel la commune avait transféré un certain nombre de ses compétences, dans les conditions déterminées par le code général des collectivités territoriales.
Dans un premier temps, cette petite intercommunalité fusionne avec la communauté de communes des villages solidaires, formant le 1er janvier 2008 la  communauté de communes des Deux Sources, puis, dans le cadre des dispositions de la loi portant nouvelle organisation territoriale de la République du 7 août 2015, qui prévoit que les établissements publics de coopération intercommunale (EPCI) à fiscalité propre doivent avoir un minimum de 15 000 habitants, cette seconde intercommunalité a fusionné avec ses voisines pour former, le 1er janvier 2017, la communauté de communes des Campagnes de l'Artois dont est désormais membre la commune. Cette communauté de communes des Campagnes de l'Artois regroupe 96 communes et totalise 33 141 habitants en 2021.

#### Liste des maires
| Période                                  | Période                       | Identité                               | Étiquette | Qualité        |
| ---------------------------------------- | ----------------------------- | -------------------------------------- | --------- | -------------- |
| Les données manquantes sont à compléter. |                               |                                        |           |                |
| 1811                                     |                               | Louis Alexandre Joseph Defourmestreaux |           |                |
| Les données manquantes sont à compléter. |                               |                                        |           |                |
| 1989                                     | juillet 2020                  | François Lefel,                        |           | Cafetier       |
| juillet 2020,                            | En cours (au 23 février 2022) | Arnaud Douchet                         |           | Sapeur-pompier |

## Équipements et services publics

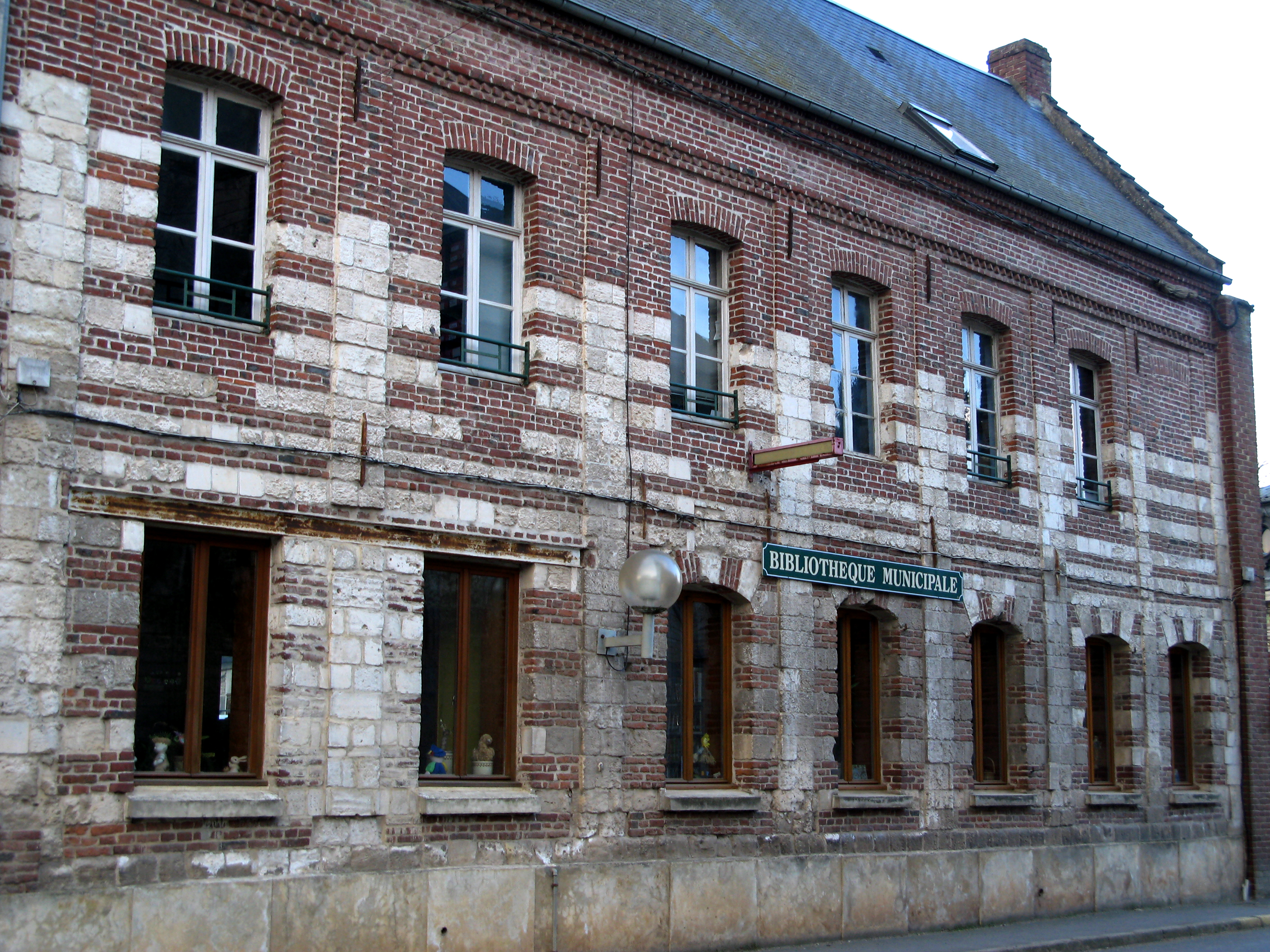
La bibliothèque municipale.

### Espaces publics
La commune fait partie des villages labellisés Village Patrimoine, qui œuvrent à mettre en avant leurs patrimoines matériels et/ou immatériels (historique, culturel, naturel, architectural, etc.).

### Enseignement
La commune dispose d'un groupe scolaire public, « La Kilienne », de deux classes maternelles et 4 classes primaire. Les enfants sont également scolarisés dans l'école privée « La Providence » qui dispose de trois classes, de la maternelle au primaire.
Ils poursuivent leurs études au Collège « Marguerite-Berger », qui accueille environ 400 élèves demi-pensionnaires ou externes.

## Population et société

### Démographie
Les habitants sont appelés les Passois.

#### Évolution démographique
L'évolution du nombre d'habitants est connue à travers les recensements de la population effectués dans la commune depuis 1793. Pour les communes de moins de 10 000 habitants, une enquête de recensement portant sur toute la population est réalisée tous les cinq ans, les populations de référence des années intermédiaires étant quant à elles estimées par interpolation ou extrapolation. Pour la commune, le premier recensement exhaustif entrant dans le cadre du nouveau dispositif a été réalisé en 2007.

En 2022, la commune comptait 763 habitants, en évolution de −1,68 % par rapport à 2016 (Pas-de-Calais : −0,72 %, France hors Mayotte : +2,11 %).
| 1793 | 1800  | 1806 | 1821 | 1831 | 1836 | 1841 | 1846 | 1851 |
| ---- | ----- | ---- | ---- | ---- | ---- | ---- | ---- | ---- |
| 860  | 1 056 | 996  | 910  | 888  | 834  | 824  | 907  | 898  |

| 1856 | 1861 | 1866 | 1872 | 1876 | 1881 | 1886 | 1891 | 1896 |
| ---- | ---- | ---- | ---- | ---- | ---- | ---- | ---- | ---- |
| 931  | 906  | 900  | 847  | 818  | 812  | 803  | 851  | 802  |

| 1901 | 1906 | 1911 | 1921 | 1926 | 1931 | 1936 | 1946 | 1954 |
| ---- | ---- | ---- | ---- | ---- | ---- | ---- | ---- | ---- |
| 689  | 717  | 682  | 756  | 702  | 652  | 695  | 940  | 764  |

| 1962 | 1968 | 1975 | 1982 | 1990 | 1999 | 2006 | 2007 | 2012 |
| ---- | ---- | ---- | ---- | ---- | ---- | ---- | ---- | ---- |
| 859  | 913  | 959  | 948  | 925  | 938  | 826  | 810  | 807  |

| 2017 | 2022 | - | - | - | - | - | - | - |
| ---- | ---- | - | - | - | - | - | - | - |
| 762  | 763  | - | - | - | - | - | - | - |

#### Pyramide des âges
En 2018, le taux de personnes d'un âge inférieur à 30 ans s'élève à 30,6 %, soit en dessous de la moyenne départementale (36,7 %). À l'inverse, le taux de personnes d'âge supérieur à 60 ans est de 31,7 % la même année, alors qu'il est de 24,9 % au niveau départemental.
En 2018, la commune comptait 372 hommes pour 390 femmes, soit un taux de 51,18 % de femmes, légèrement inférieur au taux départemental (51,50 %).
Les pyramides des âges de la commune et du département s'établissent comme suit.
| Hommes | Classe d’âge | Femmes |
| ------ | ------------ | ------ |
| 0,8    | 90 ou +      | 1,3    |
| 10,3   | 75-89 ans    | 15,0   |
| 16,3   | 60-74 ans    | 19,4   |
| 22,6   | 45-59 ans    | 19,8   |
| 16,9   | 30-44 ans    | 16,3   |
| 17,4   | 15-29 ans    | 11,5   |
| 15,7   | 0-14 ans     | 16,7   |

| Hommes | Classe d’âge | Femmes |
| ------ | ------------ | ------ |
| 0,5    | 90 ou +      | 1,6    |
| 5,6    | 75-89 ans    | 8,9    |
| 16,7   | 60-74 ans    | 18,1   |
| 20,2   | 45-59 ans    | 19,2   |
| 18,9   | 30-44 ans    | 18,1   |
| 18,2   | 15-29 ans    | 16,2   |
| 19,9   | 0-14 ans     | 17,9   |

## Culture locale et patrimoine

### Lieux et monuments

#### Monument historique
- L’église Saint-Martin. Elle est inscrite en totalité au titre des monuments historiques par arrêté du 26 juin 2020, et son clocher est inscrit au titre des monuments historiques par arrêté du 6 novembre 1929[37],[38].

### Autres lieux et monuments
- Le château du XVIIIe siècle, installé sur le versant sud de la colline du Châtelet et son parc[39]. Cette propriété privée ne se visite pas.
- Le monument aux morts, surmonté du Poilu victorieux, statue du sculpteur Eugène Bénet[40].
- Le long du village, sur les berges de la Quilienne passe un sentier de randonnée sentier de petite randonnée PR. Par ailleurs, le circuit Village Patrimoine présente six points d'intérêts dans les rues de la commune.

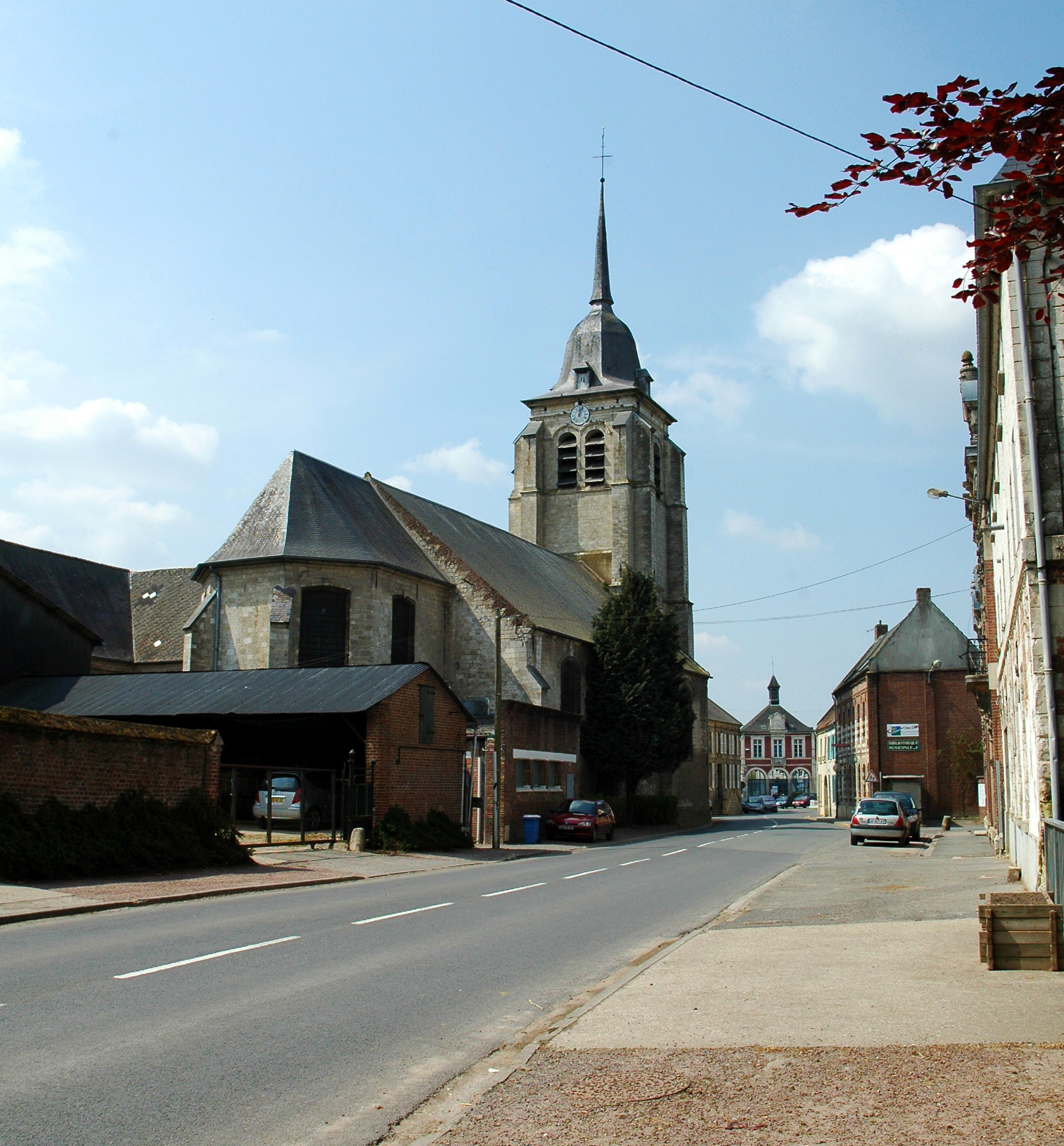
L'église Saint-Martin.
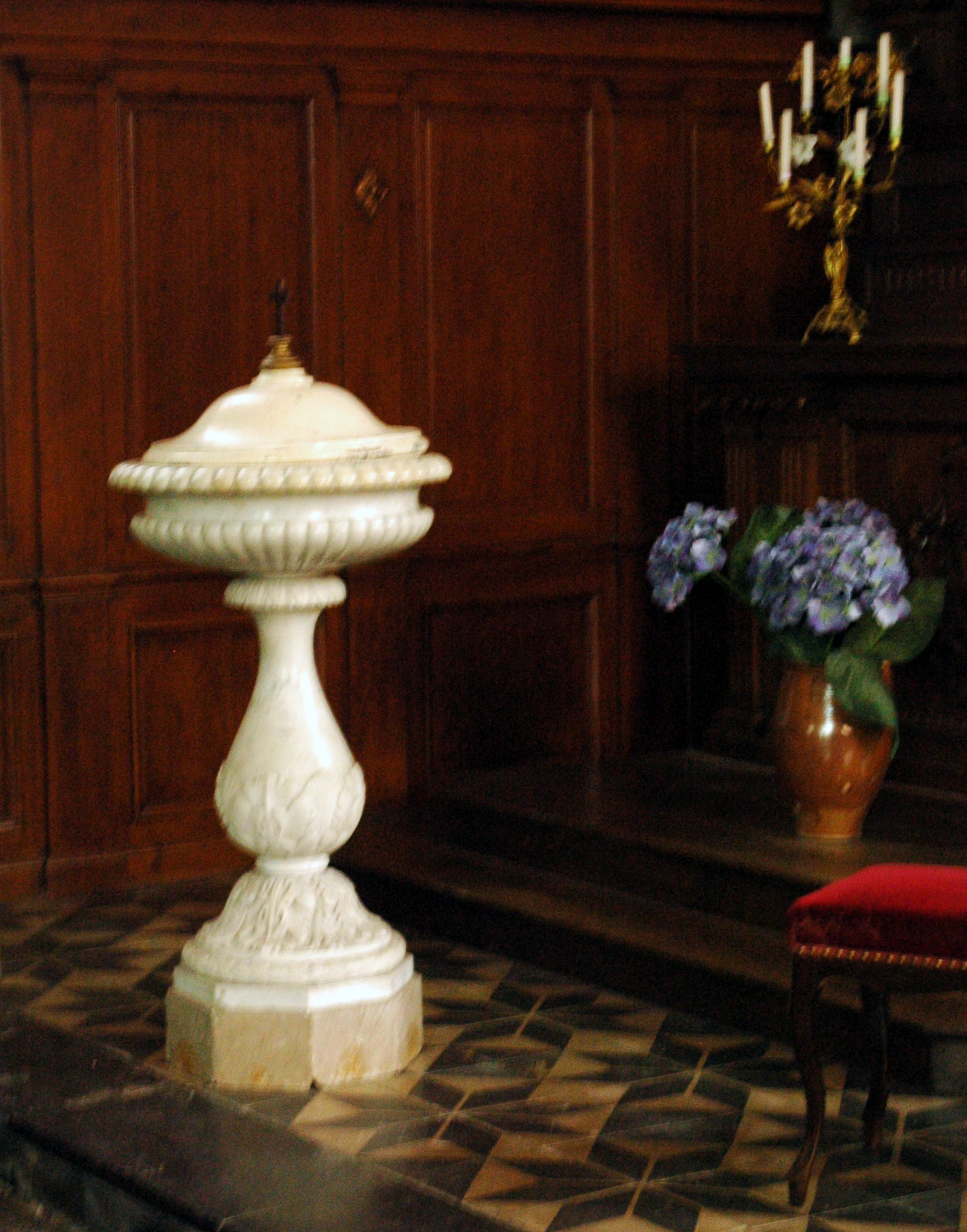
Fonts baptismaux de l'église.
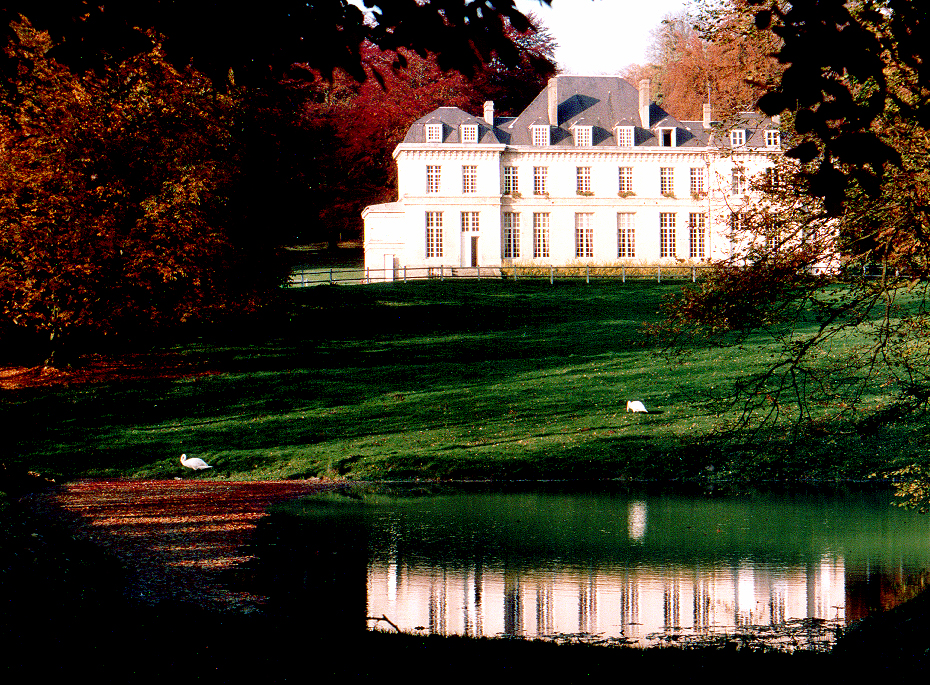
Le château et son reflet dans le plan d'eau en contrebas.
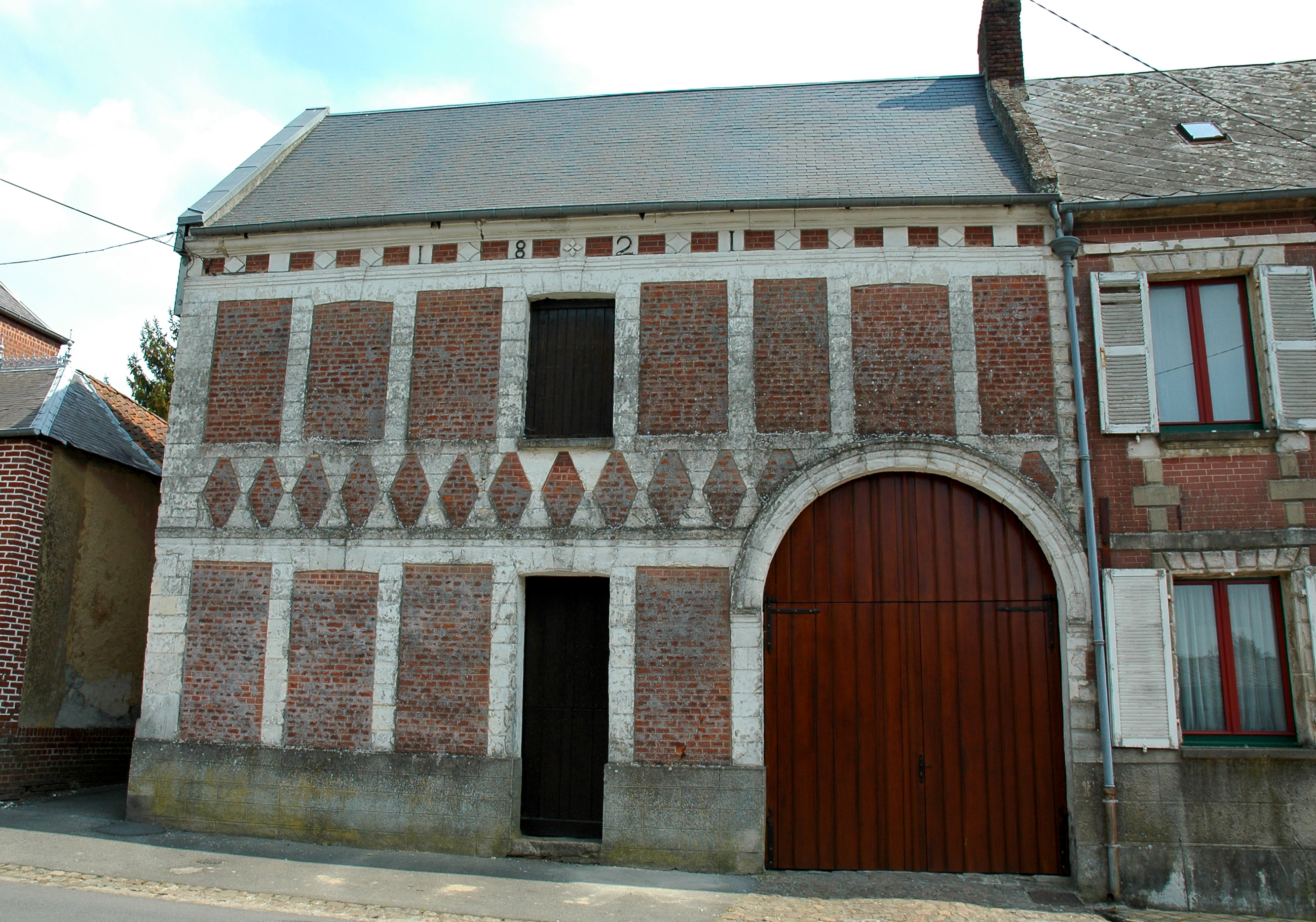
La maison de 1821, sur la place du Petit-Marché.
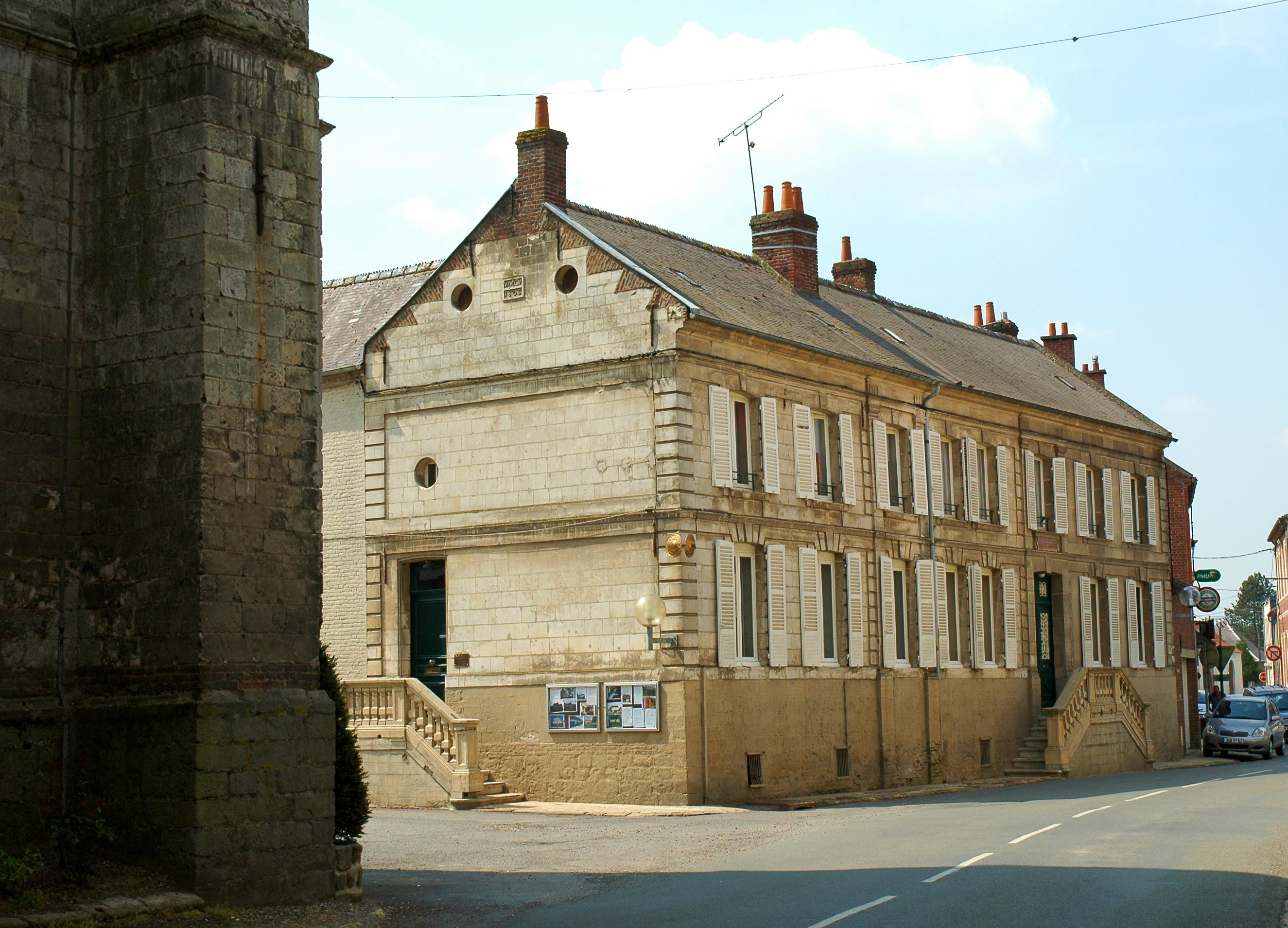
La maison datée de 1806, dont le pignon fait face au portail de l'église.
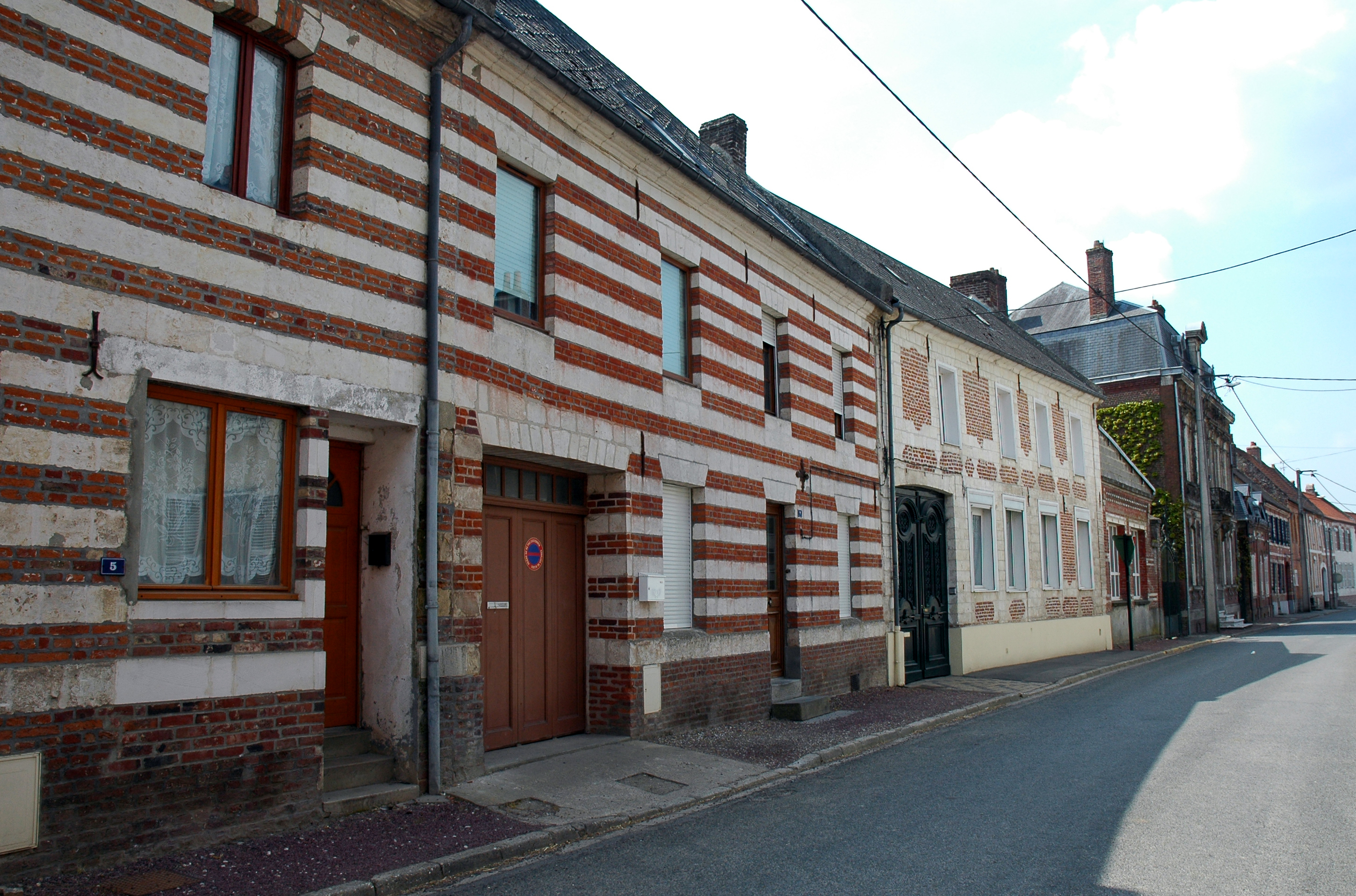
Une maison traditionnelle, rue d'En-Bas.

### Personnalités liées à la commune
- Famille de Pas de Feuquières

### Héraldique
| Blason à dessiner | Blason  | De gueules au lion d'argent armé de sable.       |
| Blason à dessiner | Détails | Le statut officiel du blason reste à déterminer. |

## Pour approfondir

#### Bases de données, dictionnaires et encyclopédies
- Ressources relatives à la géographie :   - Insee (communes)
  - Ldh/EHESS/Cassini
- Ressource relative à plusieurs domaines :   - Annuaire du service public français
- Notices d'autorité :   - VIAF
  - BnF (données)
  - LCCN
  - Israël
  - WorldCat